# Kamen Rider: Dragon Knight
Kamen Rider: Dragon Knight este un serial de televiziune care a fost difuzat inițial pe The CW, din 13 decembrie 2008 până în 26 decembrie 2009 în Statele Unite. Este o adaptare a seriei japoneze Kamen Rider Ryuki și este a doua adaptare americană a francizei Kamen Rider după Masked Rider (1995). Serialul a fost dezvoltat pentru televiziune de Steve și Michael Wang și produs de Jimmy Sprague prin Adness Entertainment.

## Distribuția
- Stephen Lunsford - Kit Taylor, Adam / Dragon Knight
- Matt Mullins - Len / Wing Knight
- Aria Alistar - Maya Young
- William O'Leary - Xaviax
- Marisa Lauren - Lacey Sheridan
- Taylor Emerson - Trent Moseley
- Kathy Christopherson - Michelle Walsh
- Carrie Reichenbach - Kase / Siren
- Tony Moras - Richie Preston, Ian / Incisor
- Christopher Foley - Drew Lansing, Chance / Torque
- Christopher Babers - Grant Staley, Van / Camo
- Scott Bailey - James "JTC" Trademore, Price / Strike
- Keith Stone - Brad Barrett, Cameron / Thrust
- Michael Cardelle - Chris Ramirez, Quinn / Sting
- Mike Moh - Danny Cho, Hunt / Axe
- Tony Sano - Albert Cho, Chase / Spear
- Mark Cameron Wystrach al trupei de țară Midland) - Vic Frasier, Nolan / Wrath
- Jeff Davis (aka Jf Davis) - Frank Taylor
- James Patterson - Detective Grimes
- Jamison Jones - Agent Phillips
- Mark Dacascos - Eubulon
- Camila Greenberg - Sarah